# Klimastreik in der Schweiz
Der Klimastreik in der Schweiz ist eine seit Ende 2018 aktive Jugend- und Klimabewegung in der Schweiz, die sich für Klimaschutz einsetzt.
Ziel der Bewegung ist es, Politik und Gesellschaft zum raschen Handeln gegen den Klimawandel zu bewegen, etwa durch strengere Klimagesetze und einen schnellen Ausstieg aus fossilen Energien. Inspiriert von Greta Thunbergs Schulstreik in Schweden führten in der Schweiz vor allem Schüler und Studenten Fridays for Future-ähnliche Proteste durch. Dabei gingen binnen kurzer Zeit zehntausende meist junge Menschen auf die Straße. Die Aktionen zählen zu den größten Jugendprotesten in der Schweizer Geschichte. Sie fanden breite Aufmerksamkeit in der Öffentlichkeit und beeinflussten die politische Debatte über den Klimaschutz maßgeblich.

## Entstehung
Die Ursprünge des Klimastreiks liegen in den Schulstreiks der schwedischen Klimaaktivistin Greta Thunberg, die ab August 2018 jeden Freitag vor dem Parlament in Stockholm für mehr Klimaschutz protestierte. Thunbergs Protest löste weltweit Nachahmung aus und markierte den Beginn der Fridays for Future-Bewegung. Auch in der Schweiz regten sich bald erste Aktionen: Am 8. Dezember 2018 fand in Bern im Rahmen eines globalen Aktionstags eine „Klimaalarm“-Demonstration mit rund 1.500 Teilnehmern statt. Wenige Tage später, am 14. Dezember 2018, blieb in Zürich erstmals eine größere Gruppe von Schülern dem Unterricht fern, um für einen verstärkten Klimaschutz zu demonstrieren. Etwa 500 Schülerinnen und Schüler zogen an diesem Tag inspiriert von Thunbergs Vorbild durch die Zürcher Innenstadt. Diese erste Schülerdemo gilt als Startschuss für die Klimastreik-Bewegung in der Schweiz. Bereits eine Woche darauf kam es in drei weiteren Städten zu Klimaprotesten mit insgesamt knapp 3000 Teilnehmern.
Getragen von der Dynamik der weltweiten Klimabewegung formierten sich bis Ende 2018 in zahlreichen Schweizer Städten lokale Klimastreik-Gruppen. Am 30. Dezember 2018 trafen sich über 100 Jugendliche zu einem ersten nationalen Vernetzungstreffen in Bern, um gemeinsame Strukturen und Ziele festzulegen. Seit Anfang 2019 fanden regelmäßige Klimastreik-Aktionen in immer mehr Orten statt. Insbesondere ab Januar/Februar 2019 organisierten Schüler und Studenten wöchentliche Schulstreiks am Freitag, oft mit zunehmender Beteiligung auch von Berufstätigen und älteren Generationen (z. B. den „Klima-Grosseltern“). Diese Entwicklung in der Schweiz stand im Kontext der rasant wachsenden globalen Klimajugend-Bewegung. In vielen Ländern Europas kam es zeitgleich zu Massendemonstrationen junger Menschen für das Klima.

## Ziele und Forderungen
Der Klimastreik Schweiz formulierte von Beginn an Kernforderungen, die auf eine konsequente Ausrichtung der Politik am 1,5°-Ziel des Pariser Klimaabkommens abzielen. Offiziell trägt die Bewegung (Stand Ende 2023) „drei Forderungen und eine Klausel“, nämlich:
- Ausrufung des Klimanotstands: Bund und Kantone sollen den Klimanotstand deklarieren. Dies bedeutet, die Klimakrise als akute Bedrohung anzuerkennen und alle politischen Entscheidungen prioritär auf Klimaverträglichkeit zu prüfen.[5]
- Netto-Null Treibhausgasemissionen bis 2030: Die Schweiz soll im Inland spätestens 2030 klimaneutral sein. Dieses Ziel (Netto-Null-Emissionen binnen kürzester Frist) liegt deutlich über den offiziellen Vorgaben, da der Bundesrat Netto-Null bis 2050 anpeilt.[5]
- Klimagerechtigkeit: Die Klimaschutzmaßnahmen müssen sozial und global gerecht gestaltet werden. Unter Klimagerechtigkeit versteht die Bewegung, dass die Verursacher der Erderwärmung (reiche Industriestaaten und Unternehmen) mehr Verantwortung für die Bewältigung der Folgen tragen und die Lasten nicht einseitig auf benachteiligte Gruppen abgewälzt werden.[5]
- „Systemwandel“-Klausel: Sollte die Erfüllung der Forderungen innerhalb des bestehenden Systems (wirtschaftlich, politisch) nicht möglich sein, fordert die Bewegung einen grundlegenden Systemwandel. Dieses Prinzip – oft mit dem Slogan „System Change, not Climate Change“ ausgedrückt – betont, dass notfalls etablierte Strukturen geändert werden müssen, um die Klimakrise zu bewältigen.[3]

Die Bewegung des Klimastreiks verlangt ein sofortiges Ende der Nutzung fossiler Energieträger (Ausstieg aus Kohle, Öl und Gas) und den Übergang zu 100 % erneuerbaren Energien im Rahmen einer schnellen Energiewende. Subventionen für fossile Energie sollen gestrichen und stattdessen Investitionen in klimafreundliche Technologien und der Ausbau des öffentlichen Verkehrs vorangetrieben werden. Zudem setzt sich die Klimastreik-Bewegung für eine Absenkung des Wahlalters auf 16 Jahre ein, damit auch Jugendliche politisch mitbestimmen können. Über allen Einzelanliegen steht der Appell der Klimajugend an die Entscheidungsträger «Handelt endlich – damit wir eine Zukunft haben!»

## Organisation und Struktur
Der Schweizer Klimastreik ist eine basisdemokratische Graswurzelbewegung, die sich unabhängig von Parteien oder etablierten Organisationen organisiert. Die Aktivistinnen und Aktivisten beschreiben die Bewegung als „transparent, hierarchiefrei“ und konsensorientiert in ihren Entscheidungsprozessen. Es gibt keine formale Führungsriege; stattdessen werden Beschlüsse in offenen Plenen diskutiert und im Konsens oder mit Mehrheitsvoten gefällt. Die Bewegung versteht sich als Teil der internationalen Fridays for Future-Bewegung, agiert jedoch eigenständig innerhalb der Schweiz.
Strukturell gliedert sich der Klimastreik in regionale Gruppen und eine lose nationale Koordination. In fast allen Kantonen existieren regionale Klimastreik-Komitees, vielfach sogar mehrere (z. B. getrennt nach Städten oder Bezirken). Diese Regionalgruppen planen autonome Aktionen vor Ort wie Schulstreiks, Mahnwachen oder Infoveranstaltungen und treffen sich regelmäßig in Vollversammlungen. Dort werden lokale Anliegen besprochen und Organisatorisches geklärt. Für spezifische Aufgaben (Pressearbeit, Demo-Logistik, Social Media etc.) bestehen Arbeitsgruppen, die meist ehrenamtlich Projekte umsetzen.
Auf nationaler Ebene finden in zeitlichen Abständen (anfangs monatlich, später vierteljährlich) Treffen aller Regionaldelegierten statt. Sie dienen dem Austausch zwischen den Kantonen und der Abstimmung gemeinsamer Strategien. Auf nationaler Ebene werden übergreifende Kampagnen lanciert, gemeinsame Forderungen formuliert und groß angelegte Aktionen koordiniert. Ein erstes nationales Koordinationsreffen gab es bereits im Dezember 2018 in Bern, ein zweites im Januar 2019. Seither besteht ein Grundgerüst an Organisationsstruktur. Trotz dieser Struktur bleibt der Klimastreik dezentral. Die Initiativen entstehen vor Ort und die nationale Ebene unterstützt vor allem die Vernetzung und gemeinsame Außendarstellung. Die Bewegung ist finanziell und organisatorisch unabhängig, kooperiert aber bei Großanlässen mit zivilgesellschaftlichen Bündnissen wie der Klima-Allianz (einem Zusammenschluss von über 80 Umwelt- und Entwicklungsorganisationen). Dadurch konnten beispielsweise landesweite Grossdemonstrationen gemeinsam getragen werden.

## Wichtige Aktionen und Proteste
Seit ihrem Aufkommen Ende 2018 hat die Klimastreik-Bewegung in der Schweiz zahlreiche Demonstrationen, Streiks und Aktionen durchgeführt. Im Folgenden sind die wichtigsten Proteste chronologisch aufgelistet.
| Datum           | Ort (Region)                | Aktion/Anlass                                  | Teilnehmerzahl (ca.)               | Bemerkungen |
| --------------- | --------------------------- | ---------------------------------------------- | ---------------------------------- | --- |
| 14. Dez 2018    | Zürich                      | Erste Klimastreik-Demo                         | ~500                               | Erster Schüler-Klimastreik in der Schweiz; Vorbild Greta Thunberg.                                                                                |
| 21. Dez 2018    | Bern, Basel u. a.           | Ausweitung auf weitere Städte                  | ~3.000 gesamt                      | Klimademos eine Woche nach dem Zürich-Debüt in drei anderen Städten.                                                                              |
| 15. Mär 2019    | landesweit (über 20 Städte) | Erster globaler Klimastreik                    | ~50.000–65.000 landesweit          | Teil des weltweit ersten koordinierten Klimastreik-Tages in 125 Ländern; in Zürich ~15.000, Lausanne ~9.000, Bern ~8.000 u. a.                    |
| 6. Apr 2019     | landesweit (20+ Städte)     | Nationale Klimademo (Aktionstag)               | ~50.000 landesweit                 | Demos in über 20 Schweizer Städten (Samstagstreik, damit auch Berufstätige teilnehmen können); Zürich ~15.000, Bern ~10.000, Lausanne ~9.000 etc. |
| 24. Mai 2019    | landesweit                  | Zweiter globaler Klimastreik                   | Zehntausende                       | Erneute Massenproteste trotz Prüfungszeit (Matur); laut Organisatoren wiederum fünfstellige Beteiligung.                                          |
| 28. Sep 2019    | Bern (national)             | Nationale Klima-Demo des Wandels               | ~100.000                           | Größte Klimademonstration der Schweizer Geschichte; breite Allianz von 80+ Organisationen ruft zur Kundgebung in Bern auf.                        |
| 17. Jan 2020    | Lausanne (Waadt)            | Klimastreik-Jahrestag, Demo mit Greta Thunberg | ~10.000                            | 1. Jahrestag der Klimastreik-Bewegung in der Schweiz; Greta Thunberg marschiert mit und hält Rede in Lausanne.                                    |
| 2020 (März–Dez) | online & dezentral          | Pandemie-Pause (kleinere Aktionen)             | –                                  | COVID-19-Pandemie: Großdemos vorübergehend ausgesetzt, dafür virtuelle Streiks, Klimapickets und lokale Mini-Aktionen.                            |
| 24. Sept 2021   | diverse Städte              | Wiederaufnahme globaler Klimastreik            | ~2.000–5.000 pro Stadt (Schätzung) | Nach Corona-Pause finden wieder Klimademos statt (z. B. 4.000 in Zürich, 2.500 in Bern; moderate Beteiligung im Vergleich zu 2019).               |
| 30. Sep 2023    | Bern (national)             | Nationale Klimademo für Klimagerechtigkeit     | ~60.000                            | Erneut eine vom Klimastreik und der Klima-Allianz organisierte Großdemo kurz vor den Wahlen 2023; alle Altersgruppen vertreten.                   |
| 15. Sep 2024    | Schweizweit                 | Globaler Klimastreik                           | 2'000                              | Klimastreik zum neuen Climate Action Plan (CAP)                                                                                                   |
| 5. Juli 2024    | Zürich                      | Spontandemo                                    | 300                                | Spontandemo wegen Umweltzerstörungen in der schweiz                                                                                               |
| 4. Okt 2024     | Zürich                      | Klimastreik                                    | 1'000                              | Internationaler Klimastreik |
| 9. Nov 2024     | Zürich                      | Velodemo                                       | 1'000                              | Velodemo gegen den Autobahnausbau |

Die Klimastreik-Bewegung erzielte insbesondere im Jahr 2019 große Mobilisierungen – mit regelmäßig zehntausenden Teilnehmenden in vielen Städten und einem Höhepunkt von rund 100'000 Menschen bei der nationalen Kundgebung in Bern am 28. September 2019. Auch international gehörten die Klimastreiks 2019 zu den größten Protestereignissen seit Jahrzehnten. Während der COVID-19-Pandemie 2020 musste die Bewegung auf öffentliche Massenversammlungen verzichten; viele geplante Klimastreiks wurden virtuell oder in Form kleiner symbolischer Aktionen durchgeführt. Ab 2021 nahm die Streikaktivität wieder zu. Der globale Klimastreiktag im September 2021 markierte eine Rückkehr auf die Straße, wenn auch mit geringerem Zulauf als vor der Pandemie.
In den folgenden Jahren blieb die Klimastreik-Bewegung aktiv durch lokale Aktionen, Bildungsarbeit und Bündnisse mit anderen Klimagruppen. Regelmäßig fanden dezentrale Proteste statt, etwa Mahnwachen vor Banken, kreative Flashmobs oder das Besetzen öffentlicher Plätze im Zeichen des Klimaschutzes. Größere, landesweite Demonstrationen wurden zunehmend in Kooperation mit einem breiten Bündnis aus Umweltverbänden, Entwicklungsorganisationen, Kirchen und Gewerkschaften organisiert (z. B. Klima-Allianz). So kam es am 30. September 2023 – fast vier Jahre nach dem ersten großen Erfolg – erneut zu einer nationalen Klimademonstration in Bern mit geschätzt 60.000 Teilnehmenden, die für Klimagerechtigkeit und strengere Klimapolitik eintraten. Damit zeigte sich, dass die Bewegung auch nach einigen Jahren ihr Mobilisierungspotential behalten hat.

## Politische Reaktionen und Auswirkungen
Die Klimastreik-Bewegung hat in Politik und Gesellschaft ein starkes Echo hervorgerufen. Bereits kurz nach den ersten Jugendprotesten 2019 begannen verschiedene politische Gremien, auf die Forderungen zu reagieren. Mehrere Schweizer Städte und Gemeinden riefen 2019 symbolisch den Klimanotstand aus – zum Beispiel Liestal (als erste Gemeinde im Feb 2019) und kurz darauf Basel, Olten und Delémont. Im Kanton Basel-Stadt beschloss das Parlament im Februar 2019 eine Klima-Resolution und erklärte offiziell den Klimanotstand; es folgten u. a. die Kantone Waadt, Freiburg und Jura mit ähnlichen Resolutionen. Solche Beschlüsse waren zunächst vor allem Absichtserklärungen, verliehen dem Anliegen der Klimajugend aber politisches Gewicht. In einigen Städten gingen die Behörden auch einen Schritt weiter: Die Stadt Olten etwa verpflichtete sich per Motion, bis 2030 klimaneutral zu werden – ganz im Sinne der Klimastreik-Forderungen, auch wenn die Umsetzung noch offen war.
Auf Bundesebene fand das Anliegen der Klimaaktivisten ebenfalls Gehör. Bereits am 14. März 2019 reichte die Nationalratsabgeordnete Samira Marti eine Motion ein, welche den Bundesrat zur Ausrufung des Klimanotstands aufforderte. Zwar wurde diese Motion letztlich nicht verbindlich umgesetzt, doch die Regierung reagierte: Im Sommer 2019 kündigte der Bundesrat an, die Schweiz bis 2050 klimaneutral machen zu wollen (Netto-Null-Ziel 2050) – ein Ziel, das allerdings hinter der vom Klimastreik geforderten Frist 2030 zurückbleibt. Zugleich gewann das Thema Klimaschutz in der Öffentlichkeit enorm an Bedeutung. Meinungsumfragen zeigten 2019/20, dass der Klimawandel zeitweise als wichtigstes Problem der Schweiz wahrgenommen wurde.
Ein unmittelbarer politischer Effekt war bei den eidgenössischen Wahlen im Oktober 2019 zu beobachten. Diese Wahl wurde in den Medien häufig als „Klimawahl“ bezeichnet, da der Höhenflug der Klimabewegung den grünen Parteien einen historischen Erfolg bescherte. Die Grünen und Grünliberalen legten gemeinsam um 17 Sitze zu und erzielten ihr bestes Ergebnis, was auf die erhöhte Sensibilisierung der Wählerschaft für Umwelt- und Klimathemen zurückgeführt wurde. Mit der erweiterten Präsenz ökologischer Parteien im Parlament stieg der Druck, klimapolitische Maßnahmen gesetzlich zu verankern. In der Folge verabschiedete das Parlament 2020 eine Revision des CO₂-Gesetzes, die unter anderem neue Abgaben auf Flugtickets und Investitionsprogramme für erneuerbare Energien vorsah.
Allerdings verlief die weitere politische Umsetzung nicht spannungsfrei: Ausgerechnet Teile der Klimabewegung selbst übten Kritik an dem CO₂-Gesetz, da es ihnen nicht weit genug ging. Eine Gruppe von Klimastreik-Aktivisten – vorwiegend aus der Romandie – ergriff zusammen mit linken Organisationen das Referendum gegen das CO₂-Gesetz, weil sie die Vorlage als unzureichend und verwässert ansahen. Dieses Referendum, das kurioserweise auch von klimapolitischen Gegnern (v. a. der SVP) unterstützt wurde, führte dazu, dass das CO₂-Gesetz am 13. Juni 2021 knapp mit 51,6 % Nein-Stimmen von der Stimmbevölkerung abgelehnt wurde. Die Ablehnung war ein Rückschlag für die offizielle Klimapolitik – sie bedeutete, dass die Schweiz vorerst ohne verschärfte CO₂-Reduktionsziele weiterwirtschaftete. Viele Klimaschützer waren enttäuscht; zugleich sah sich der Klimastreik, insbesondere die Referendums-befürwortende Minderheit, mit Kritik konfrontiert, durch ihr Nein Bündnis mit den Klimaskeptikern gemacht und den Fortschritt blockiert zu haben.
In der Folge bemühten sich Parlament und Regierung um neue Lösungen. 2022 einigte man sich auf ein neues Klimaschutzgesetz als indirekten Gegenentwurf zur Gletscher-Initiative (einer Volksinitiative für Netto-Null 2050). Dieses Klimaschutz-Gesetz wurde am 18. Juni 2023 vom Stimmvolk mit deutlicher Mehrheit von 59,1 % angenommen. Das Gesetz schreibt das Ziel der Klimaneutralität 2050 gesetzlich fest und ermöglicht Förderprogramme für den Umbau der Energieversorgung. Die Annahme wurde von vielen als wichtiges Signal gewertet, dass die Schweizer Bevölkerung mehrheitlich hinter Klimaschutzmaßnahmen steht. Allerdings liegen die gesetzlichen Ziele weiterhin deutlich über dem Zeithorizont der Klimastreik-Forderungen, was zeigt, dass ein Spannungsfeld zwischen Bewegung und Realpolitik bleibt.

## Kritik
Kritik an der Klimastreik-Bewegung wird von konservativer und wirtschaftsnaher Seite geübt, die den jugendlichen Aktivisten Alarmismus und Naivität vorwirft.
Einige Politiker kritisierten, dass die Schüler für die Demos dem Unterricht fernbleiben. Der SVP-Nationalrat Roger Köppel polemisierte 2019: „Ein Skandal ist, dass unsere Lehrer ihre Schüler an diese politisch ferngesteuerten Klimademonstrationen schleppen.“ Auch an den Forderungen des Klimastreiks gibt es Kritik, wonach die Netto-Null bis 2030 unrealistisch und wirtschaftlich schädlich sei. Wirtschaftsverbände warnten vor überstürzten Maßnahmen, die Arbeitsplätze gefährden könnten.

## Aktueller Stand und Zukunftsperspektiven
Inzwischen (Stand 2025) hat sich der Klimastreik als fester Bestandteil der Schweizer Klimabewegung etabliert, ist aber nur noch ein Teil von ihr. Simon Schaupp, der die Bewegung wissenschaftlich begleitet, stellt fest: „Der Klimastreik ist mittlerweile nur noch eine von vielen Aktionsformen“ innerhalb der breiteren Klimabewegung. Neben dem Klimastreik gibt es NGOs wie Greenpeace oder WWF, Bürgerinitiativen, Klimaseniorinnen, wissenschaftliche Kollektive (Scientist for Future) und radikalere Gruppen (wie Extinction Rebellion oder Renovate Switzerland). Der Klimastreik kooperiert heute häufiger in Allianzen – etwa im Rahmen der Klima-Allianz Schweiz, die über 140 Organisationen umfasst und ist so Teil einer breiteren Bewegung für Klimagerechtigkeit.
Inhaltlich hat der Klimastreik seinen Maximalforderungen treu geblieben – Klimanotstand, Netto-Null 2030, Klimagerechtigkeit – und versucht zugleich, Zwischenschritte zu erreichen. Beispielsweise arbeitet die Bewegung daran, Städte und Kantone zu schärferen Klimaplänen zu bewegen, oder fordert von Finanzinstituten den Ausstieg aus klimaschädlichen Investitionen. Im Jahr 2022 veröffentlichte der Klimastreik einen umfangreichen Aktionsplan mit sektorspezifischen Maßnahmen, wie die Schweiz bis 2030 auf einen 1,5°-Pfad gebracht werden könnte. Damit will die Bewegung untermauern, dass ihre Forderungen machbar sind und konkrete Handlungsoptionen bestehen. Für die Zukunft zeichnet sich ab, dass die Klimastreikenden ihren Kampf auf verschiedenen Ebenen fortführen: auf der Straße, in den Medien, in Versammlungen von politischen Gremien und eventuell verstärkt auch vor Gerichten (in Anlehnung an Klimaklagen, wie sie etwa die Klimaseniorinnen verfolgen).
Viele Aktivisten betonen, man hoffe eigentlich, dass es den Klimastreik in einigen Jahren nicht mehr brauchen werde, weil die Politik dann ausreichend handle Realistisch gesehen ist dieses Ziel aber nicht in Sicht – „die klimaneutrale Gesellschaft liegt noch in weiter Ferne“, wie Historiker Rindlisbacher bereits 2019 anmerkte. Solange die Treibhausgasemissionen nicht drastisch sinken und die Erderwärmung nicht gebremst wird, sehen die Klimastreikenden keinen Grund, sich zurückzulehnen. Einige Vertreter plädieren dafür, angesichts ausbleibender Ergebnisse entschlossener und auch zivil ungehorsamer zu agieren, während andere auf konstruktiven Dialog setzen.